# Amtspfleger
Als Amtspflegschaft wurde im deutschen Familienrecht zwischen dem 1. Juli 1970 und dem 30. Juni 1998 eine spezielle Form der gesetzlichen Vertretung für ein nichteheliches Kind durch das Jugendamt bezeichnet.
Durch das Nichtehelichengesetz erhielten Mütter nichtehelicher Kinder zum 1. Juli 1970 das elterliche Sorgerecht. Zuvor standen ihre Kinder grundsätzlich unter Vormundschaft. Jedoch erhielt das Kind kraft Gesetzes (§ 1706 BGB a.F.) mit Geburt einen Amtspfleger. Dies war das örtlich zuständige Jugendamt, das die Aufgaben gem. § 55 SGB VIII auf einen Mitarbeiter zu übertragen hatte. Dieser Mitarbeiter wurde im landläufigen Sprachgebrauch auch oft als Amtspfleger bezeichnet, obwohl die Funktion beim Jugendamt lag. Überwacht wurde das Jugendamt durch das Vormundschaftsgericht.
Der Amtspfleger hatte folgende Aufgaben:
- Feststellung der Vaterschaft (durch Vaterschaftsanerkennung oder gerichtliche Vaterschaftsfeststellung)
- Geltendmachung der Unterhaltsansprüche des Kindes
- Geltendmachung von Erbansprüchen gegen den verstorbenen Kindesvater (und sonstige väterliche Verwandte)
- Zustimmung zu Namensänderungen, Ehelichkeitserklärungen und Adoptionen.

Die Vaterschaftsanerkennung, Unterhaltsverpflichtung und Namensänderung (insbes. Erteilung des Familiennamens durch den Stiefvater) wurde meist durch eigene Urkundspersonen des Jugendamtes beurkundet (§§ 59, 60 SGB VIII), wodurch den Beteiligten keine Kosten entstanden. Vaterschafts- und Unterhaltsprozesse wurden (jedenfalls in 1. Instanz) durch die Mitarbeiter des Jugendamtes selbst geführt, weshalb auch keine Anwaltshonorare fällig wurden. Die Mitarbeiter des Jugendamtes erstatteten bei säumigen Unterhaltspflichtigen auch Strafanzeigen wegen Verletzung der Unterhaltspflicht.
Mit der Kindschaftsrechtsreform, die zum 1. Juli 1998 die Unterscheidung in eheliche und nichteheliche Kinder abschaffte, endete auch die (gesetzliche) Amtspflegschaft des Jugendamtes. Nachfolgeeinrichtung ist die (freiwillige) Beistandschaft für Minderjährige (§§ 1712 ff BGB). Die bisherige Amtspflegschaft, die zuletzt eher der Unterstützung der Kindesmutter als zu deren sozialer Kontrolle diente, hatte sich gesellschaftlich überholt. 
Andere Pflegschaften, die – durch das Jugendamt – heute noch geführt werden (meist Ergänzungspflegschaften oder Pflegschaften für ungeborene Kinder), werden ebenfalls im allgemeinen Sprachgebrauch als Amtspflegschaften bezeichnet.